# Шляхівська сільська громада (Херсонська область)
Шляхівська сільська об'єднана територіальна громада — колишня об'єднана територіальна громада в Україні, в Бериславському районі Херсонської області. Адміністративний центр — селище Шляхове.
Утворена 27 липня 2018 року шляхом об'єднання Раківської, Томаринської, Урожайненської та Шляхівської сільських рад Бериславського району.
29 квітня 2020 року Кабінет Міністрів України затвердив перспективний план формування територій громад Херсонської області, в якому Шляхівська ОТГ відсутня, а Раківська, Томаринська, Урожайненська та Шляхівська сільські ради включені до Бериславської ОТГ.
12 червня 2020 року громада ліквідована, Раківська, Томаринська, Урожайненська та Шляхівська сільські ради включені до складу Бериславської міської територіальної громади Бериславського району Херсонської області.

## Населені пункти
До складу громади входять 1 селище (Шляхове) і 6 сіл: Новосілка · Першотравневе · Раківка · Тараса Шевченка · Томарине · Урожайне.